# Mutianus Rufus
Conradus Mutianus (1470-1526) (* Homberg (Efze), 15 de Outubro de 1470 † Gotha, 30 de Março de 1526) foi jurista, reformador e humanista alemão. Trocou grande correspondência com Erasmo de Rotterdam de quem foi amigo e colega de classe. Foi aluno de Alexander Hegius e teve grandes amigos como Eoban Hessus (1488-1540), Johann Crotus Rubeanus (1480-1545) e Justus Jonas, o Velho (1493-1558).

## Publicações
- Der Briefwechsel des Mutianus Rufus. - Open Library (Correspondência de Mutianus Rufus)
- Epistolae obscurorum virorum, 1515-19 (Epístolas de homens obscuros)